# Kastélyosdombó
Kastélyosdombó es un pueblo ubicado en el distrito de Barcs, en el condado de Somogy, Hungría.

## Superficie
Posee una superficie de 13,08 kilómetros cuadrados.

## Demografía
Hasta 2019 la población era de 252 habitantes, con una densidad de población de 19,27 habitantes por kilómetro cuadrado.